# Red Dress (Sugababes)
Red Dress is de derde single van het album Taller in More Ways van de Britse popgroep Sugababes. Het was de eerste single die verscheen met zangeres Amelle Berrabah, die eind december 2005 de vervangster werd van Mutya Buena, die uit de groep was gestapt. Red Dress werd uitgebracht in maart 2006 als opvolger van de single Ugly. Het nummer piekte op een zevende plaats in de Nederlandse Top 40.

## Het nummer
Red Dress is een productie van de Britse productiegroep Xenomania, die voor de Sugababes al eerder de hits Hole In The Head en Round Round produceerde. Het is een uptemponummer dat erover gaat dat alleen uiterlijk niet alles is. De Sugababes zingen dat ze geen rode jurk nodig hebben om een jongen te versieren, waarmee ze een voorbeeld geven dat kleding niet alles moet bepalen. Het gaat niet om wat iemand draagt, of om hoe iemand eruitziet, maar om hoe iemand is.

## Videoclip
De videoclip bij Red Dress bestaat uit drie soorten beelden die worden afgewisseld. Ten eerste zijn er de beelden waarbij de drie dames in afwisselende volgorde over een catwalk lopen, uiteraard gekleed in rode jurken. Een tweede deel bestaat uit stukken waarin de Sugababes afzonderlijk te zien zijn. Amelle ligt op een bank, Keisha danst en Heidi komt in beeld met een grote discobol en zittend in een hangende hoepel. Een derde deel bestaat uit beelden van een fotosessie waarin de Sugababes (niet al te pikante) lingerie/ondergoed tonen.

## Trivia
- Van het album Taller in More Ways is een nieuwe versie verschenen, waarop Amelle te horen is op vier van de dertien nummers. Red Dress staat hier uiteraard ook op.

- Op de cd-single van Red Dress stond het B-kantje I Bet You Look Good on the Dancefloor, een cover van de gelijknamige hit van de Britse rockband de Arctic Monkeys. Het originele nummer stootte in het Verenigd Koninkrijk de Sugababeshit Push the Button van de nummer 1-positie af.
- De fotosessie uit de clip is ook echt gemaakt.

## Tracklisting
Onderstaande tracklisting is van de single zoals die in Nederland is uitgebracht. De tracklisting van dezelfde single kan in andere landen anders zijn.
| cd-single (CD1)         | cd-single (CD1)                                            | cd-single (CD1) |
| #                       | Titel                                                      | Lengte          |
| ----------------------- | ---------------------------------------------------------- | --------------- |
| 1.                      | "Red Dress"                                                | 3:37            |
| 2.                      | "I Bet You Look Good on the Dancefloor (Arctic Babes Mix)" | 2:47            |
| CD2 - Maxi              |                                                            |                 |
| 1.                      | "Red Dress [Radio Edit]"                                   | 3:36            |
| 2.                      | "Red Dress [Cagedbaby Remix]"                              | 5:07            |
| 3.                      | "Red Dress [Dennis Christopher Vocal Mix]"                 | 7.16            |
| -                       | Red Dress - Video                                          | 3.36            |
| 12" Vinyl               |                                                            |                 |
| 1.                      | "Red Dress [Cagedbaby Remix]"                              | 5:07            |
| 2.                      | "Red Dress [Dennis Christopher's More Energy Dub]"         | 7:18            |
| 3.                      | "Obsession [D-Bop Dub]"                                    | 7:07            |
| iTunes Special Download |                                                            |                 |
| 1.                      | "Red Dress [Extended Version]"                             | 4:17            |

## In de hitlijsten
| Hitlijst  | Hoogste positie |
| --------- | --------------- |
| VK        | 4               |
| Nederland | 7               |